# Orlando Canizales
Orlando Canizales (* 7. Februar 1958 in Texas, USA) ist ein ehemaliger US-amerikanischer Boxer im Bantamgewicht.

## Profikarriere
Im Jahr 1984 begann er erfolgreich seine Profikarriere. Am 9. Juli 1988 boxte er gegen Kelvin Seabrooks um den Weltmeistertitel des Verbandes IBF und siegte durch technischen K. o. in Runde 15. Diesen Gürtel verteidigte er insgesamt stolze 16 Mal und legte ihn im Jahre 1994 nieder, da er ins Superbantamgewicht wechselte.
Im Jahr 1999 beendete er seine Karriere.